# Scandiumnitrat
Scandiumnitrat ist eine anorganische chemische Verbindung des Scandiums aus der Gruppe der Nitrate.

## Gewinnung und Darstellung
Scandiumnitrat kann durch Reaktion von Scandium mit Distickstofftetroxid gewonnen werden.
{\displaystyle \mathrm {Sc+3\ N_{2}O_{4}\longrightarrow Sc(NO_{3})_{3}+3\ NO} }
Das Anhydrat kann auch durch Reaktion von Scandiumchlorid mit Distickstoffpentaoxid gewonnen werden.
Das farblose Tetrahydrat kann man durch Reaktion von Scandium(III)-hydroxid mit Salpetersäure darstellen.

## Eigenschaften
Scandiumnitrat ist ein weißer Feststoff, der löslich in Wasser und Ethanol ist. Von der Verbindung sind mehrere Hydrate bekannt, so das Di-, Tri- und Tetrahydrat. Das Tetra- und das Trihydrat besitzen eine monokline Kristallstruktur. Erwärmt man das Tetrahydrat an Luft, dann wandelt es sich bei 50 °C in das Dihydrat um. Dieses setzt sich jedoch schon bei 60 °C zu einer Verbindung mit dem Aufbau Sc4O3(NO3)3·6,5H2O um. Bei 140–220 °C bildet sich daraus Sc4O5(NO3)3.